# Paso de la Puerta de Hierro
El paso de la Puerta de Hierro es un paso de montaña del noroeste de China que sigue el desfiladero del río Kongque y conecta la cuenca del Yanqi y la cuenca del Tarim, en el centro de la región autónoma uigur de Sinkiang. Los principales asentamientos unidos por el paso son la ciudad de Yanqi, en la prefectura autónoma hui de Changji, al norte, y la ciudad de Korla, la capital de la prefectura autónoma mongol de Bayingolin, a unos 8 km al sur. La primera ciudad inmediatamente al norte del paso es Tashidian. El paso de la Puerta de Hierro tenía una importancia estratégica histórica porque formaba un cuello de botella vulnerable en la Ruta de la Seda. Durante la dinastía Tang se estableció un puesto de control militar en el paso. En la actualidad, el paso ya no forma parte de la infraestructura viaria de la región y se conserva como zona escénica e histórica. La carretera moderna (G218) de Yanqi a Korla pasa por las montañas al este del desfiladero.
El desfiladero del Paso de la Puerta de Hierro es el escenario de una legendaria historia de amor. Según la leyenda, una princesa del reino de Yanqi llamada Tzouhla se había enamorado de un pobre pastor llamado Tayir. La corte real se opuso a la relación y un ministro, Karehan, convenció al rey para que mandara matar a Tayir. Cuando la princesa intentó rescatar a su amante de los soldados del rey, ambos murieron en el desfiladero. Se dice que un túmulo marca el lugar donde los dos amantes fueron enterrados frente a la puerta del paso.